# 卡爾霍恩 (密蘇里州)
卡爾霍恩（英語：Calhoun）是位於美國密蘇里州亨利縣的城市。

## 人口
根據2020年美國人口普查的數據，卡爾霍恩的面積為2.58平方千米，當中陸地面積為2.55平方千米，而水域面積為0.03平方千米。當地共有人口392人，而人口密度為每平方千米152人。